# Seelingstädt
Rückersdorf är en kommun och ort i Landkreis Greiz i förbundslandet Thüringen i Tyskland.
Kommunen ingår i förvaltningsområdet Wünschendorf/Elster tillsammans med kommunerna Braunichswalde, Endschütz, Gauern, Hilbersdorf, Kauern, Linda b. Weida, Paitzdorf, Rückersdorf, Teichwitz och Wünschendorf/Elster.